# Кэли (лунный кратер)
Кратер Кэли (лат. Cayley) — небольшой молодой ударный кратер в области западной границы Моря Спокойствия на видимой стороне Луны. Название присвоено в честь английского математика Артура Кэли (1821—1895) и утверждено Международным астрономическим союзом в 1935 г. Образование кратера относится к эратосфенскому периоду.

## Описание кратера

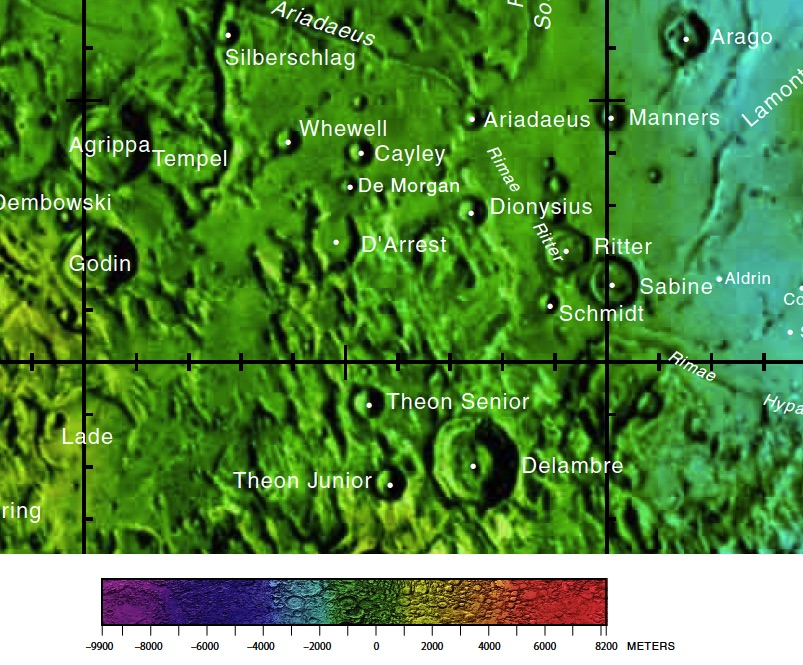
Окрестности кратера Кэли. Фрагмент карты видимой стороны Луны.

Ближайшими соседями кратера Кэли являются кратер Уэвелл на западе; кратер Аридей на востоке-северо-востоке; кратер Дионисий на юго-востоке и кратер Морган на юге. На севере от кратера находится борозда Аридея, на юго-востоке борозды Риттера. Селенографические координаты центра кратера 3°56′ с. ш. 15°05′ в. д. / 3,94° с. ш. 15,09° в. д., диаметр 14,2 км, глубина 3,13 км.
Кратер Кэли имеет циркулярную чашеобразную форму с небольшим участком плоского дна. Вал с четко очерченной острой кромкой, внутренний склон вала гладкий, с высоким по отношению к окружающей местности альбедо. Высота вала над окружающей местностью достигает 520 м. По морфологическим признакам кратер относится к типу BIO (по названию типичного представителя этого класса — кратера Био). Включен в список кратеров с темными радиальными полосами на внутреннем склоне Ассоциации лунной и планетарной астрономии (ALPO).
Ровная местность, окружающая кратер Кэли, получила неофициальное наименование «формация Кэли». Предполагается что подобные формации сложены породами выброшенными при образовании лунных морей, в данном случае вероятно Моря Дождей.

## Сателлитные кратеры
Отсутствуют.

## См.также
- Список кратеров на Луне
- Лунный кратер
- Морфологический каталог кратеров Луны
- Планетная номенклатура
- Селенография
- Минералогия Луны
- Геология Луны
- Поздняя тяжёлая бомбардировка